# Pablo Hernández
Pablo Hernández Domínguez (født 11. april 1985 i Castellón, Spanien) er en spansk fodboldspiller, der spiller som kantspiller hos Leeds United i England, hvor han har spillet siden 2017. Han har tidligere spillet for Swansea City, som han blev købt til af den dengang nye manager i i klubben Michael Laudrup, Valencia C.F., Getafe CF samt på lejebasis for CD Onda og Cadiz CF.

## Landshold
Pablo står (pr. april 2018) noteret for fire kampe og én scoring for Spaniens landshold, som han debuterede for 20. juni 2009 i en Confederations Cup-kamp mod Sydafrika.

## Titler
Engelsk Liga Cup
- 2013 med Swansea City